# MATUP
MATUP - Moskovska Akademija Turističkog i Ugostiteljskog Poslovanja (ruski МАТГР - Московская академия туристского и гостинично-ресторанного бизнеса) najveća je akademija turizma u Rusiji, osnovana 1966 godine.
Obučava prvostupnike i specijaliste u oblasti turizma, te ekonomiste - menadžere.
Adresa akademije - Rusija, Moskva, Kronštadski bulevar 43.

## Fakulteti
- Fakultet socijalno-kulturnog servisa i turizma, ekonomije i menadžmenta
- Fakultet stranih jezika
- Fakultet obrazovanja na daljinu
- Fakultet dopunskog obrazovanja
- Fakultet srednjeg profesionalnog obrazovanja

## Vanjske poveznice
Web-stranica Akademije